# Чернышово (Кадомский район)
Чернышо́во (Чернышёво) — село в составе Енкаевского сельского поселения Кадомском районе Рязанской области, на 2022 год в селе улиц или переулков не числится. В настоящее время нежилая, ранее проживали татары (Бахтиозины). Из зданий сохранились каменный 2-этажный дом и каменная мечеть.
Расположено на границе с Мордовией, в 15 км на север от Кадома, высота центра селения над уровнем моря 154 м.

## Население
| 2010 |
| ---- |
| 0    |

## История
До революции Чернышево входило к Бедишевскую волость Темниковского уезда Тамбовской губернии. Другие названия деревни — Тарбеево, Чернышев Починок.
По 3-й ревизии 1760-х годов в деревне проживало 24 жителей татар в 7 дворах, в 1862 году числился 121 житель в 15 дворах.

### Мечеть
Построена в 1908 году, количество прихожан нового прихода составило 193 человека. Здание мечети из красного кирпича одноэтажное на высоком цоколе с круглым минаретом сохранилось до нашего времени. Памятник архитектуры Рязанской области.